# Ichthyoxenus japonensis
Ichthyoxenus japonensis is een pissebed uit de familie Cymothoidae. De wetenschappelijke naam van de soort is voor het eerst geldig gepubliceerd in 1913 door Richardson.